# Miguel Urano (patrício)
Miguel Urano (em grego medieval: Μιχαήλ Οὐρανός; romaniz.: Michaél Ouranós; em latim: Michael Uranus) foi um oficial bizantino do século X, ativo durante o reinado do imperador Constantino VII (r. 913–959).

## Vida

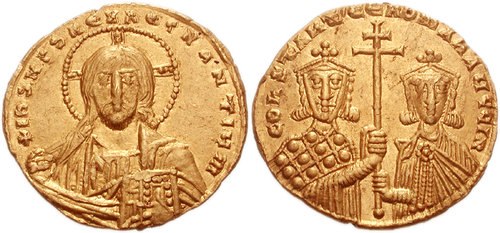
Soldo de r. com r.

Um patrício, Miguel aparece na lista de custos à expedição de Constantino Gongila contra o Emirado de Creta em 949. À mobilização de 3 000 mardaítas estacionados nos temas ocidentais, Miguel entrega ca. 16 libras de ouro ao patrício Crenita. Sugere que possa ser associado ao homônimo irmão de Nicéforo Urano, mas dada a distância cronológica, pensa-se que é mais apropriado entendê-los como parentes.